# Conosiphon similis
Conosiphon similis är en tvåvingeart som beskrevs av Becker 1923. Conosiphon similis ingår i släktet Conosiphon och familjen rovflugor. Inga underarter finns listade i Catalogue of Life.